# Биртхельм
Биртхельм, иначе Беортхельм, Бритхельм (англ. Byrhthelm, Beorhthelm, Birthelm, Birhelm, Brithelm, Brihthelm; умер 15 мая 973) — епископ Уэлсский (956—959 и 959—973), 24-й архиепископ Кентерберийский (959).

## Биография
Монах аббатства Гластонбери, в 956 году стал епископом Уэлсским.
Около 957 года Биртхельм добился возвращения земель в окрестностях Селси, захваченных человеком по имени Эльфсиге. По предположению исследовательницы англосаксонских жалованных грамот Сьюзан Келли, он мог быть будущим архиепископом Кентерберийским Эльфсиге, который в тот период являлся епископом Уинчестерским.
После гибели Эльфсиге в Альпах по дороге в Рим, король Эдвиг добился выдвижения на архиепископскую кафедру другого своего сподвижника, епископа Уэлсского Биртхельма. Однако 1 октября 959 года Эдвиг умер, и его наследник Эдгар поспешил обвинить Биртхельма в неспособности к исполнению архипастырских обязанностей, после чего добился возвращения его на Уэлсскую кафедру и способствовал возвышению Дунстана. Согласно одной из версий, причиной неприязни нового короля служил тот факт, что до Уэлсской кафедры Биртхельм занимал Лондонскую, территориально находившуюся во владениях Эдгара (он управлял территориями на северном берегу Темзы), но поддерживал Эдвига.
Биртхельм умер 15 мая 973 года.